# Chanson des Camelots du roi
La Chanson des camelots du roi, également connue sous les noms de Vivent les camelots du roi ou À bas la république,
est une chanson royaliste, chant d’assaut de l'Action française. Elle fut créée en 1899 « dans les « violons » des postes de police » par les Camelots du roi. 
Elle était composée de couplets plus ou moins improvisés suivant les circonstances :

« Vivent les camelots du roi, ma mère,

Vivent les camelots du roi...

Ce sont des gens qui s'foutent des lois,

Vivent les camelots du roi ! »

qui s'articulaient toujours autour du même refrain :

« Et vive le Roi, à bas la république !

Et vive le Roi ; la gueuse on la pendra ! »

Celle-ci fut chantée lors des insurrections du 6 février 1934 et est encore chantée lors des manifestations de l'Action Française sous une forme désormais figée avec des refrains différents suivant les couplets.